# Kionochaeta malaysiana
Kionochaeta malaysiana är en svampart som beskrevs av P.M. Kirk 1986. Kionochaeta malaysiana ingår i släktet Kionochaeta, divisionen sporsäcksvampar och riket svampar.   Inga underarter finns listade i Catalogue of Life.